# Mosterøy
Mosterøy è un'isola norvegese situata nel mare del Nord. Appartiene amministrativamente al comune di Stavanger, nella contea di Rogaland, nel sud-ovest della Norvegia.

## Storia

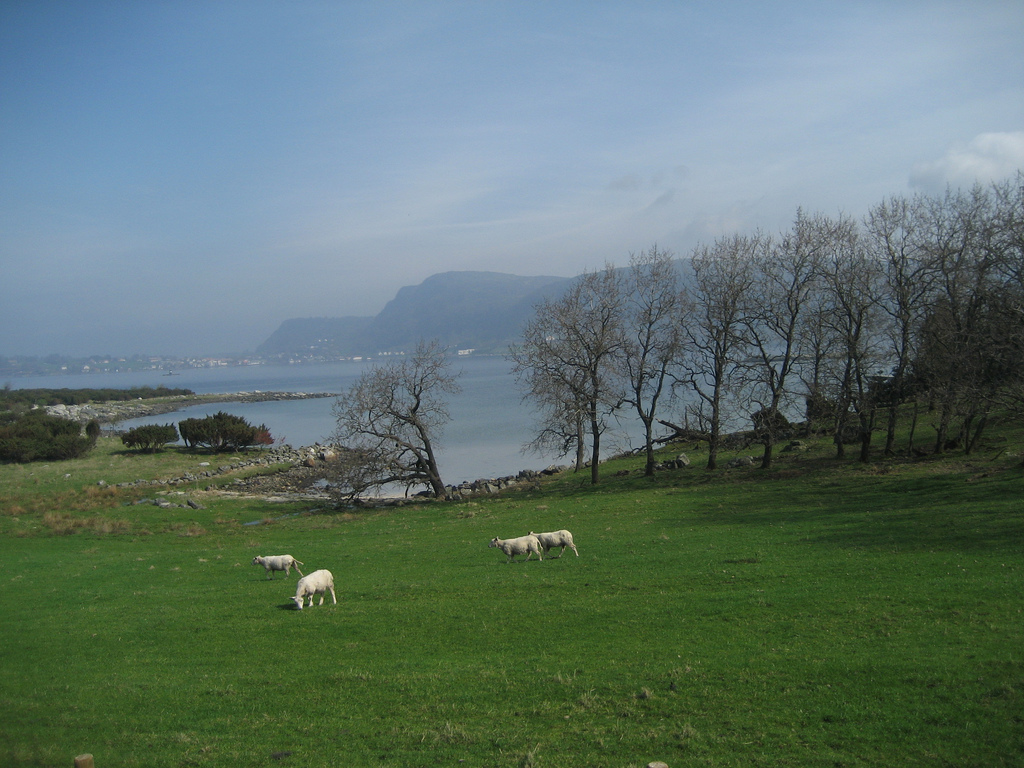
Paesaggio pastorale nei pressi di Askje, sullo sfondo l'isola di Rennesøy

In passato Mosterøy costituiva un comune a sé stante, a partire dalla separazione dal comune di Rennesøy del 1 luglio 1884. Il nuovo comune contava una popolazione di 1 309 abitanti. Il 1 gennaio 1923 un gruppo di isole fu separato da Mosterøy dando origine al comune di Kvitsøy; la popolazione di Mosterøy fu ridotta a 745 abitanti.
Il 1 gennaio 1965 Mosterøy fu riunita una seconda volta nel comune di Rennesøy. Prima della riunificazione il comune era composto da 817 abitanti. Nel 2020, a seguito di una riforma sui comuni norvegesi, l'isola è stata inglobata all'interno del comune di Stavanger.
Sull'isola si trova il monastero di Ulstein, il monastero medievale meglio conservato in Norvegia.

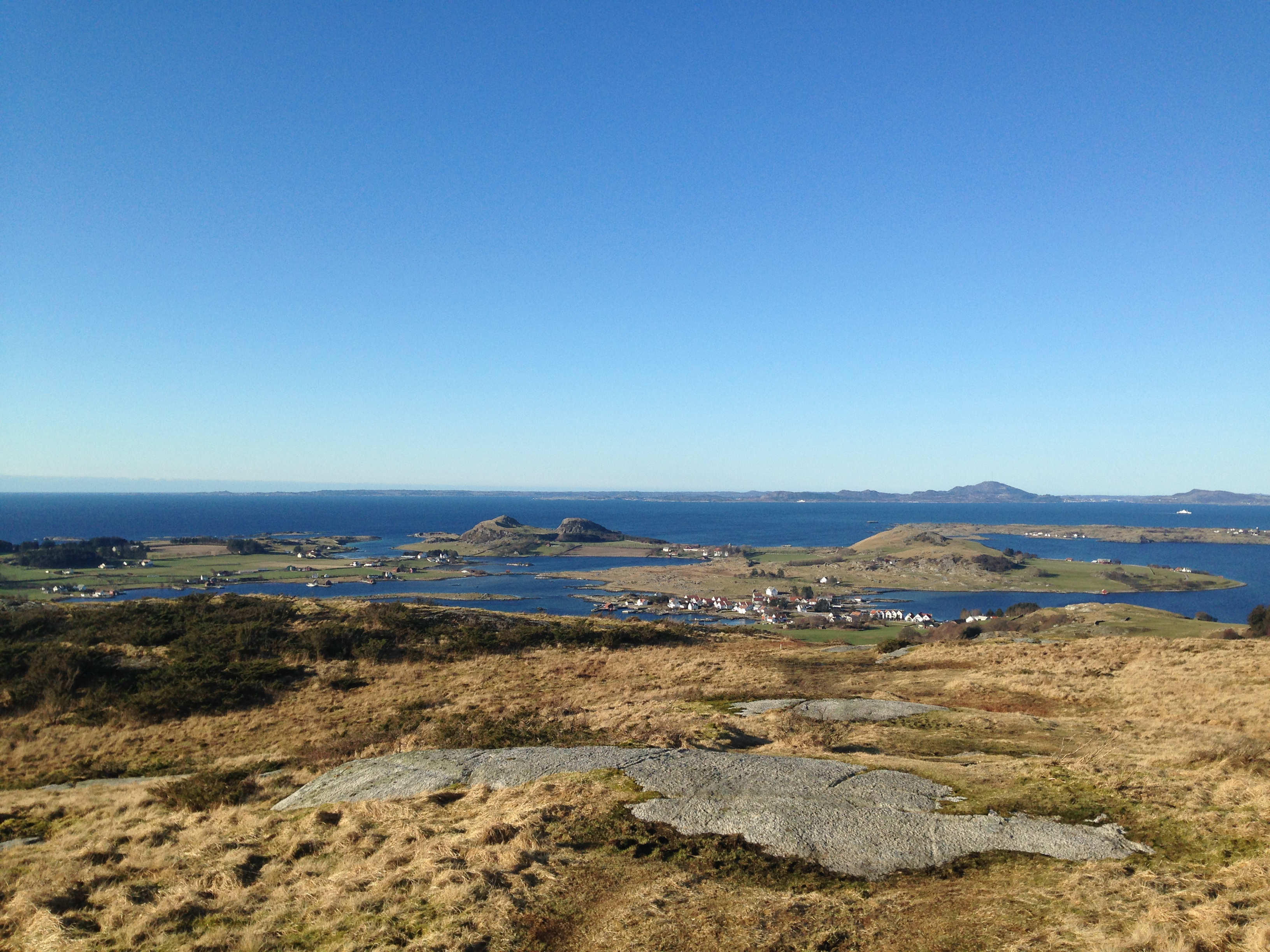
Vista delle isole Klosterøy e Fjøløy dalla cima Mastravarden. Sullo sfondo Karmøy